# Babaroga (álbum)
Babaroga (que podría ser traducido al español como "Bruja") es el cuarto álbum de Ceca, publicado en el año 1991. 

## Canciones
1. Babaroga
2. Volim te...
3. Izbriši vetre njegov trag
4. Hej,vršnjaci
5. Sto put sam se zaklela
6. Da si nekad do bola voleo
7. Ne kuni majko
8. Bivši
9. Mokra trava

- Datos: Q2888737